# Costa Rica International
Die Costa Rica International sind offene internationale Meisterschaften von Costa Rica im Badminton. Sie wurden zum ersten Mal im September 2024 mit dem Status einer Future Series ausgetragen.

## Sieger
| Jahr      | Herreneinzel      | Dameneinzel       | Herrendoppel                | Damendoppel                  | Mixed                    |
| --------- | ----------------- | ----------------- | --------------------------- | ---------------------------- | ------------------------ |
| 2020      | abgesagt          | abgesagt          | abgesagt                    | abgesagt                     | abgesagt                 |
| 2021 2023 | nicht ausgetragen | nicht ausgetragen | nicht ausgetragen           | nicht ausgetragen            | nicht ausgetragen        |
| 2024      | Adriano Viale     | Chloe Hoang       | Bruno Carvalho Diogo Gloria | Fernanda Munar Rafaela Munar | Timothy Lock Chloe Hoang |